# Saint-Amand-Montrond
Pour les articles homonymes, voir Saint-Amand.
Saint-Amand-Montrond ([sɛ̃.t‿amɑ̃.mɔ̃.ʁɔ̃] ) est une commune française, sous-préfecture, située dans le département du Cher, en région Centre-Val de Loire.
C'est la quatrième ville du département derrière Bourges, Vierzon et Saint-Doulchard. Elle fait partie des provinces historiques du Berry et du Bourbonnais. Ses habitants sont appelés les Saint-Amandois.

## Géographie

### Localisation
La ville de Saint-Amand-Montrond a été bâtie dans une cuvette naturelle autour de la Marmande, en amont de son confluent avec le Cher. Le site s'élève au nord, en direction de Bourges, vers la Champagne berrichonne, et au sud en direction de Montluçon, juste après le canal de Berry qui traverse la ville du sud-est au sud-ouest.
La ville est la capitale du Boischaut Sud, zone de bocages et d'élevage. Elle est installée au contact de deux régions à vocations agricoles complémentaires : au sud, la région du Boischaut (bocage, bovins) ; au nord, le secteur de la Champagne berrichonne (culture de céréales). La commune se situe au pied du front de la cuesta.
La ville est à 260 km de Paris, 180 km de Tours, 156 km d'Orléans, 78 km de Moulins, 68 km de Nevers et 44 km de Bourges.
Les différents lieux-dits et écarts sont les Grands-Villages, la Tour, Rouzaire, le Breuil, le Petit-Marçais et Clairins.
Saint-Amand-Montrond fait partie des communes revendiquant le titre de centre de la France.

### Géologie et relief
Saint-Amand-Montrond, commune comprise entre 148 et 312 m d'altitude, est surplombée au nord par les hauteurs de la Tour (matérialisée par la tour Malakoff), et au sud par le Petit Tertre et le Grand Tertre.
La commune est classée en zone de sismicité 2, correspondant à une sismicité faible.

### Hydrographie
La ville est implantée de part et d'autre du lit de la Marmande, qui se jette en aval dans le Cher. L'eau affleurant sur la commune, site d'anciens marécages, de nombreux jardins disposent d'un trou d'eau, dont le niveau varie néanmoins fortement en fonction de la pluviométrie.
La rivière du Cher délimite la frontière occidentale de la commune avec la commune voisine d'Orval, à laquelle elle est reliée par deux ponts routiers.

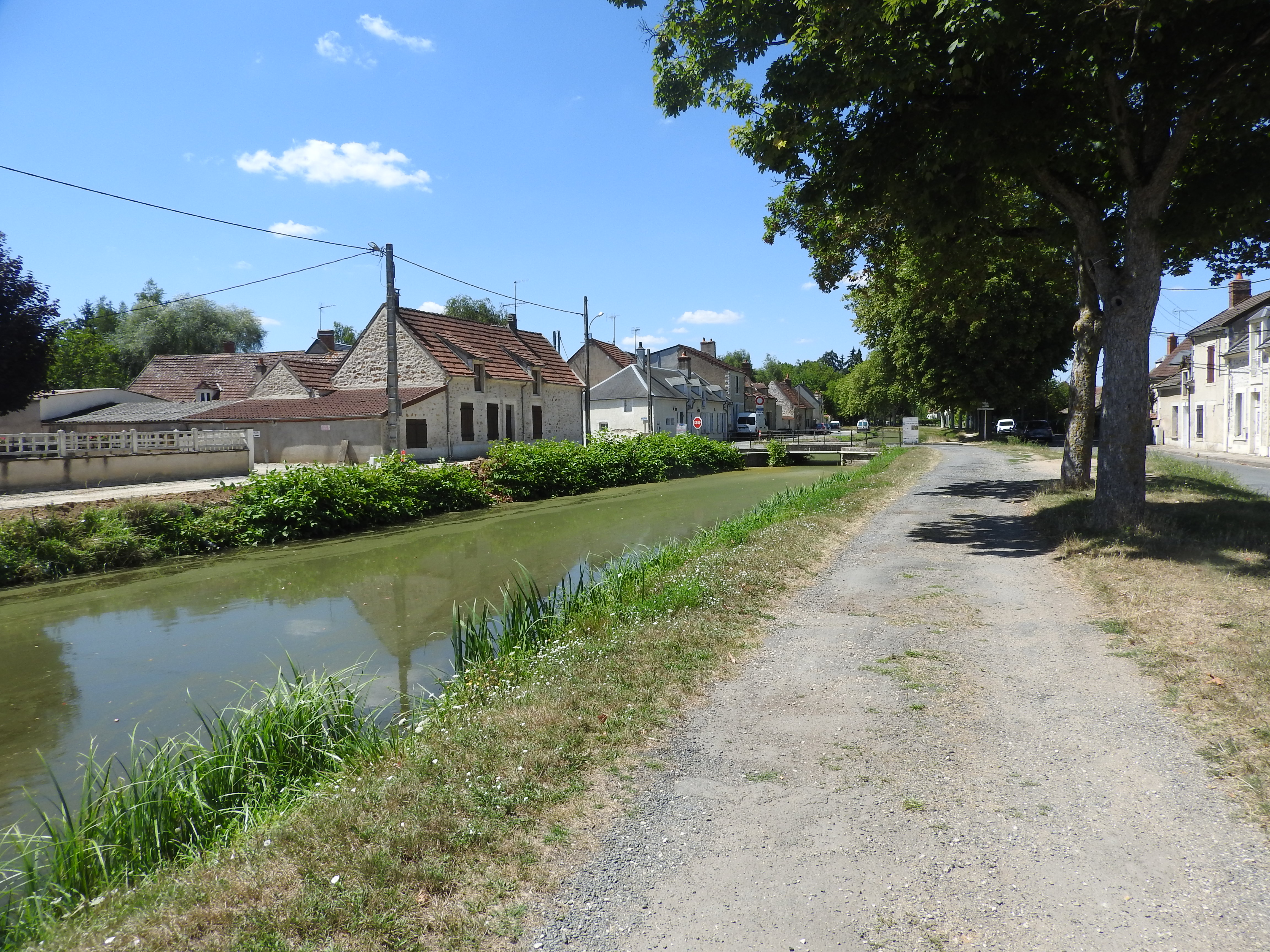
Le canal de Berry à Saint-Amand-Montrond.

Le canal de Berry, alimenté en eau par le Cher, se trouve plus au sud et légèrement surélevé par rapport à la Marmande.
Le lac de Virlay forme un plan d'eau de plaisance à l'ouest de la commune.

### Voies de communication et transports
La gare de Saint-Amand-Montrond - Orval est située sur la commune voisine d'Orval.
Le transport public urbain est assuré depuis février 2001 par une navette gratuite, nommée Pepita. Elle dessert 35 arrêts répartis dans toute la ville. La commune est desservie par la ligne 150 du réseau de transport départemental du Cher Lignes 18, de Châteaumeillant à Bourges.
La commune est à proximité de l'autoroute A71. La gare de péage est située sur la commune d'Orval.

### Climat
Pour des articles plus généraux, voir Climat du Centre-Val de Loire et Climat du Cher.
En 2010, le climat de la commune est de type climat océanique dégradé des plaines du Centre et du Nord, selon une étude du CNRS s'appuyant sur une série de données couvrant la période 1971-2000. En 2020, Météo-France publie une typologie des climats de la France métropolitaine dans laquelle la commune est exposée à un climat océanique altéré et est dans la région climatique Ouest et nord-ouest du Massif Central, caractérisée par une pluviométrie annuelle de 900 à 1 500 mm, maximale en automne et en hiver.
Pour la période 1971-2000, la température annuelle moyenne est de 11,7 °C, avec une amplitude thermique annuelle de 16,1 °C. Le cumul annuel moyen de précipitations est de 725 mm, avec 10,1 jours de précipitations en janvier et 7,5 jours en juillet. Pour la période 1991-2020, la température moyenne annuelle observée sur la station météorologique la plus proche, située sur la commune d'Orval à 2 km à vol d'oiseau, est de 12,3 °C et le cumul annuel moyen de précipitations est de 757,1 mm,. Pour l'avenir, les paramètres climatiques de la commune estimés pour 2050 selon différents scénarios d'émission de gaz à effet de serre sont consultables sur un site dédié publié par Météo-France en novembre 2022.
| Mois                                  | jan.            | fév.           | mars           | avril         | mai             | juin          | jui.          | août           | sep.         | oct.            | nov.            | déc.           | année      |
| ------------------------------------- | --------------- | -------------- | -------------- | ------------- | --------------- | ------------- | ------------- | -------------- | ------------ | --------------- | --------------- | -------------- | ---------- |
| Température minimale moyenne (°C)     | 1,1             | 0,8            | 2,8            | 4,9           | 8,7             | 12,3          | 14            | 13,7           | 10,2         | 7,8             | 3,9             | 1,6            | 6,8        |
| Température moyenne (°C)              | 4,7             | 5,3            | 8,4            | 11,1          | 15              | 18,7          | 20,7          | 20,5           | 16,6         | 13              | 8,1             | 5,1            | 12,3       |
| Température maximale moyenne (°C)     | 8,2             | 9,7            | 14             | 17,3          | 21,2            | 25            | 27,5          | 27,3           | 23           | 18,1            | 12,2            | 8,6            | 17,7       |
| Record de froid (°C) date du record   | −12,7 26.01.07  | −13,6 09.02.12 | −12,2 01.03.05 | −4,3 11.04.03 | −1,1 08.05.1997 | 3,9 04.06.01  | 6 17.07.00    | 3,5 30.08.1993 | 1,2 20.09.12 | −7,6 30.10.1997 | −9,6 21.11.1993 | −12,5 16.12.01 | −13,6 2012 |
| Record de chaleur (°C) date du record | 20,2 05.01.1999 | 24,7 27.02.19  | 26,7 16.03.12  | 30,7 30.04.05 | 34 27.05.05     | 41,8 29.06.19 | 42,3 24.07.19 | 41,6 06.08.03  | 37 14.09.20  | 30,3 12.10.18   | 26,3 07.11.15   | 19 17.12.15    | 42,3 2019  |
| Précipitations (mm)                   | 59,9            | 48,6           | 50,1           | 66            | 77,8            | 61,8          | 62,1          | 55,1           | 67           | 69,3            | 70,4            | 69             | 757,1      |

## Urbanisme

### Typologie
Au 1er janvier 2024, Saint-Amand-Montrond est catégorisée petite ville, selon la nouvelle grille communale de densité à 7 niveaux définie par l'Insee en 2022.
Elle appartient à l'unité urbaine de Saint-Amand-Montrond, une agglomération intra-départementale dont elle est ville-centre,. Par ailleurs la commune fait partie de l'aire d'attraction de Saint-Amand-Montrond, dont elle est la commune-centre,. Cette aire, qui regroupe 36 communes, est catégorisée dans les aires de moins de 50 000 habitants,.

### Occupation des sols
L'occupation des sols de la commune, telle qu'elle ressort de la base de données européenne d’occupation biophysique des sols Corine Land Cover (CLC), est marquée par l'importance des territoires agricoles (55,8 % en 2018), en diminution par rapport à 1990 (61 %). La répartition détaillée en 2018 est la suivante :
prairies (50,4 %), zones urbanisées (28,7 %), forêts (6,3 %), zones industrielles ou commerciales et réseaux de communication (6 %), zones agricoles hétérogènes (5,4 %), espaces verts artificialisés, non agricoles (3,2 %).
L'évolution de l’occupation des sols de la commune et de ses infrastructures peut être observée sur les différentes représentations cartographiques du territoire : la carte de Cassini (XVIIIe siècle), la carte d'état-major (1820-1866) et les cartes ou photos aériennes de l'IGN pour la période actuelle (1950 à aujourd'hui).

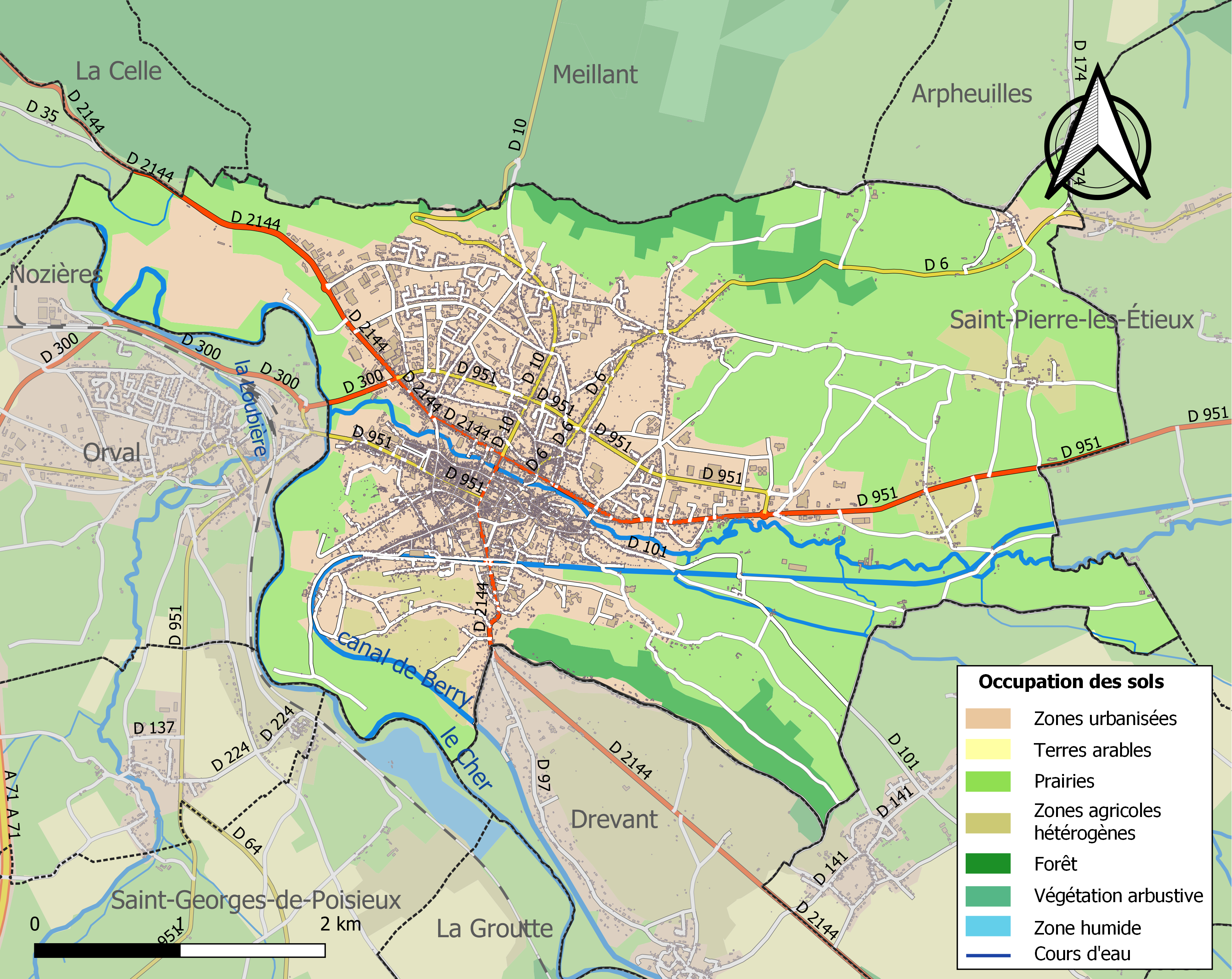
Carte des infrastructures et de l'occupation des sols de la commune en 2018 (CLC).

### Risques majeurs
Le territoire de la commune de Saint-Amand-Montrond est vulnérable à différents aléas naturels : météorologiques (tempête, orage, neige, grand froid, canicule ou sécheresse), inondations, mouvements de terrains et séisme (sismicité faible). Il est également exposé à trois risques technologiques, le transport de matières dangereuses et le risque industriel et la rupture d'un barrage. Un site publié par le BRGM permet d'évaluer simplement et rapidement les risques d'un bien localisé soit par son adresse soit par le numéro de sa parcelle.

#### Risques naturels
Certaines parties du territoire communal sont susceptibles d’être affectées par le risque d’inondation par débordement de cours d'eau, notamment le Cher, le canal de Berry, la Marmande et le Chignon. La commune a été reconnue en état de catastrophe naturelle au titre des dommages causés par les inondations et coulées de boue survenues en 1982, 1999 et 2001,.

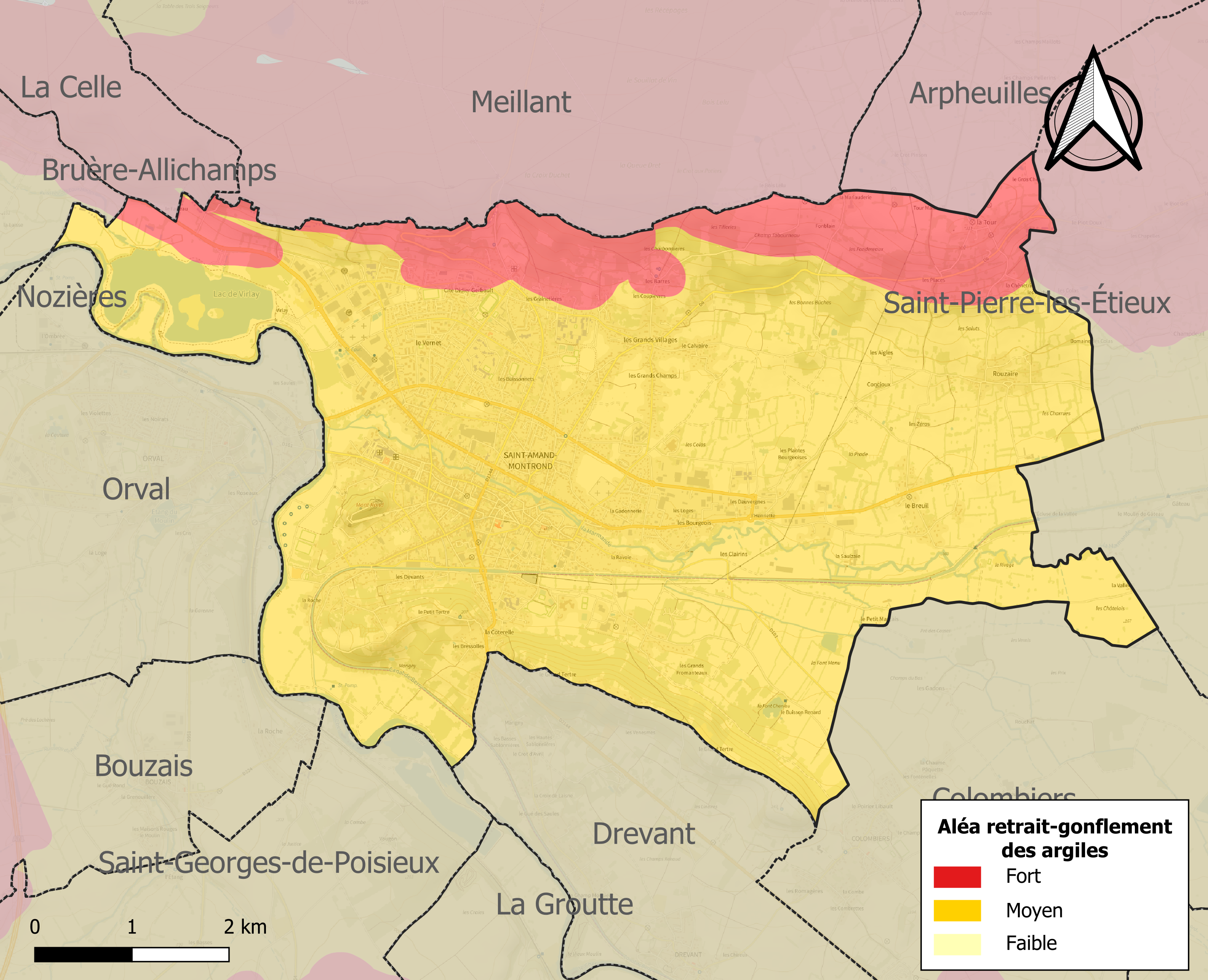
Carte des zones d'aléa retrait-gonflement des sols argileux de Saint-Amand-Montrond.

La commune est vulnérable au risque de mouvements de terrains constitué principalement du retrait-gonflement des sols argileux. Cet aléa est susceptible d'engendrer des dommages importants aux bâtiments en cas d’alternance de périodes de sécheresse et de pluie. La totalité de la commune est en aléa moyen ou fort (90 % au niveau départemental et 48,5 % au niveau national). Sur les 4 194 bâtiments dénombrés sur la commune en 2019, 4194 sont en aléa moyen ou fort, soit 100 %, à comparer aux 83 % au niveau départemental et 54 % au niveau national. Une cartographie de l'exposition du territoire national au retrait gonflement des sols argileux est disponible sur le site du BRGM,.
Concernant les mouvements de terrains, la commune a été reconnue en état de catastrophe naturelle au titre des dommages causés par la sécheresse en 1989, 1991, 1993, 2018, 2019 et 2020 et par des mouvements de terrain en 1999.

#### Risques technologiques
La commune est exposée au risque industriel du fait de la présence sur son territoire d'une entreprise soumise à la directive européenne SEVESO.
Le risque de transport de matières dangereuses sur la commune est lié à sa traversée par des infrastructures routières ou ferroviaires importantes ou la présence d'une canalisation de transport d'hydrocarbures. Un accident se produisant sur de telles infrastructures est en effet susceptible d’avoir des effets graves au bâti ou aux personnes jusqu’à 350 m, selon la nature du matériau transporté. Des dispositions d’urbanisme peuvent être préconisées en conséquence.
La commune est en outre située en aval du barrage de Rochebut, de classe A et faisant l'objet d'un PPI. À ce titre elle est susceptible d’être touchée par l’onde de submersion consécutive à la rupture de cet ouvrage.

## Toponymie
Le nom de la commune provient des cités préexistantes de Saint-Amand-le-Chastel et de Saint-Amand-sous-Montrond.
Saint-Amand-Montrond a été renommée Libreval durant la Révolution, lors de la Terreur, quand toute référence religieuse était prohibée.

## Histoire de la ville

### Des traces préhistoriques
Le peuplement de la région saint-amandoise remonte à l'époque préhistorique.
Une nécropole de la civilisation des champs d'urnes a été trouvée au sud d'Orval (en rive gauche du Cher), un champ d'urnes lui-même superposé à une station probablement néo-chalcolithique.

### Jusqu’à la Révolution: une forteresse victime de laFronde
Deux cités se partagent son territoire au Moyen Âge : Saint-Amand-le-Chastel et Saint-Amand-sous-Montrond, les deux villes sont dominées par la forteresse de Montrond qui soutint le siège de l'armée royale lors de la fronde des princes en 1652.

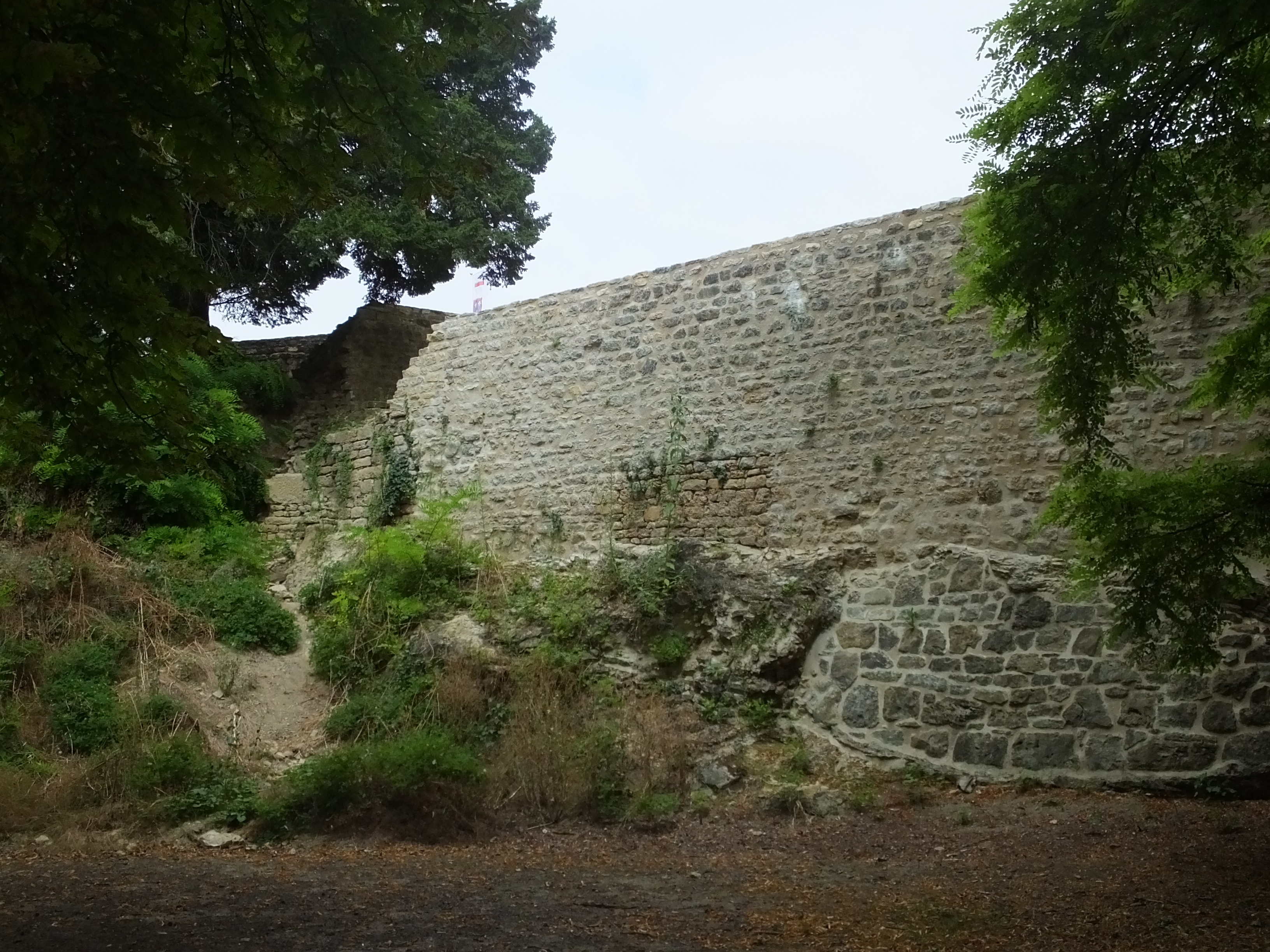
Les ruines actuelles de la forteresse de Montrond, vestige historique de la ville.

Pendant onze mois, l'ensemble souffrit de démolitions sur les enceintes fortifiées, le logis seigneurial magnifiquement restauré et meublé par le duc de Sully, puis par Louis Ier et le Grand Condé, survécut dans l'indifférence de ses propriétaires jusqu'aux années 1775. Là, il servit de carrière de pierre au descendant du Grand Condé, puis à la population lors de la Révolution et dans la première moitié du XIXe s. Les lambeaux du château furent rasés vers 1830 et un parc y fut aménagé par la suite. 
Les ruines ressortent de terre depuis 1971 grâce à l'action de l'association locale de sauvegarde du Cercle d'Histoire et d'Archéologie du Saint-Amandois (CHASA) qui a fortement contribué à restituer les élévations de l'ancienne forteresse et y propose des visites.
Deux autres petits châteaux existaient aussi :
- Le petit château de Saint-Amand le Chastel (XIe s.) a été détruit à la fin du XVIIe s. Il était le plus ancien et était un sous-fief de la seigneurie de Charenton-du-Cher.
- Un sous-fief de Montrond, le château du Vernet datant du XIVe/XVe s., s'est illustré modestement lui aussi lors de la Fronde en 1652. Bien plus tard, il abrita des soldats américains qui résidèrent entre 1918 et 1919 à Saint-Amand, puis, par ce biais fut vendu à un antiquaire parisien à destination d'un milliardaire des Amériques. Certaines pierres y auraient été remontées dans une construction moderne, le dernier petit château, aujourd'hui disparu, a été rasé en deux temps entre 1920 et 1921, une première phase de récupération des pierres de : cheminées, fenêtres, lucarnes et autre éléments architecturaux, puis destruction complète.

De cet ensemble il ne reste que la Bonne-Dame-de-la-Pitié, route de Meillant, petit oratoire du XVe, élevé par le seigneur Le Borgne du Lac, alors propriétaire des lieux, à son retour de Croisade, et les bâtiments agricoles et des métayers attenant au château. Pratiquement à son emplacement existe aujourd'hui le vélodrome de la ville.

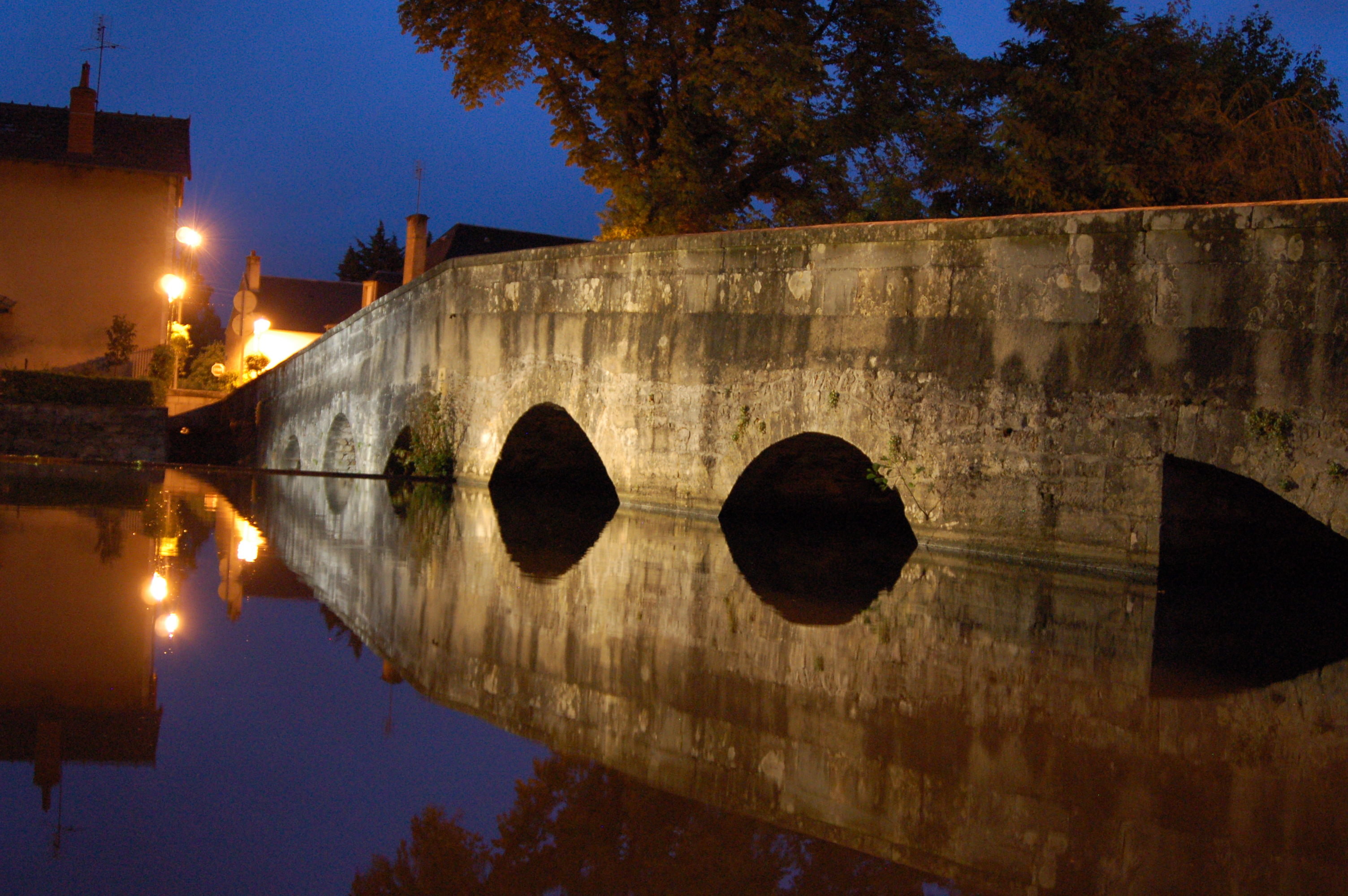
Le pont de Pierre sur la Marmande (s.)

En parallèle, des moines s'installent sur un site et créent la Maison Dieu (aujourd'hui la bibliothèque). 
Une première abbaye aurait été fondée par saint Théodulphe sur une île de la rivière de la Marmande. La cité (Saint-Amand-le-Chastel) s'est développée autour du monastère, fondé au VIIe siècle ; saint Amand, disciple de saint Colomban et évêque de Maastricht, aux Pays-Bas, a évangélisé la région et aurait vécu un temps ici.

### La Révolution l'union des deux cités
Après bien des vicissitudes, la ville est intégrée au Cher lors de la création des départements. Elle est considérée actuellement comme appartenant au Berry. Les deux villes de Saint-Amand-le-Chastel et Saint-Amand-sous-Montrond, furent tantôt dans le Berry, tantôt dans le Bourbonnais, tantôt l'une en Berry alors que l'autre en Bourbonnais. Seule la Révolution mit un terme à cela et unifia les deux différentes villes qui au gré de leurs seigneurs et de ses propriétés (alliances, unions, achats, guerres) glissaient dans une province ou dans l'autre.

### La Seconde Guerre mondiale: une ville résistante
Le 6 juin 1944, les troupes de résistants locaux arrêtent au siège de la milice locale, Simone Bout de l’An, épouse de Francis Bout de l’An, secrétaire général de la Milice française. Elle est retenue comme otage, ainsi que treize miliciens et six autres femmes de leurs amies. Le 8 juin, les troupes de soldats parachutistes allemands entrent dans la ville tôt le matin, guidées par des miliciens locaux, et incendient le centre-ville, exécutent des civils contre un mur, tirent sur la population et rassemblent 300 otages dont 120 sont envoyés à Vichy.[réf. nécessaire]
Les résistants fuient et se réfugient dans le maquis de la Creuse : poursuivis par la Wehrmacht, ils échangent les six femmes contre soixante prisonniers de Saint-Amand-Montrond, puis fusillent les miliciens le 20 juillet. Aussitôt, les miliciens de Saint-Amand procèdent à l’arrestation de 76 personnes dont les juifs vivant à Saint-Amand depuis la débâcle, ceux-ci étant originaires de Paris, du Nord, de Lorraine ou d’Alsace.
Après un tri, 70 sont mis en prison. Ils sont massacrés petit à petit : 36 d’entre eux sont extraits progressivement et jetés vivants dans les puits de Guerry à Savigny-en-Septaine. Leurs dépouilles ne seront retrouvées que six mois plus tard, sur le témoignage du seul survivant de ce massacre, Charles Krameisen, et seront exhumées afin de leur rendre une sépulture décente. Il est un des gros massacres de l'année 1944 avec celui du Massacre de Tulle et du Massacre d'Oradour-sur-Glane. Ces crimes monstrueux sont généralement attribués à la Milice française et en particulier à Joseph Lécussan, Roger Thévenot chef départemental de la Milice pour le Cher-Nord, ou Pierre Paoli sous les ordres de Erich Hasse de la Gestapo de Bourges.
En 1952, la ville est décorée de la Croix de Guerre avec étoile d'argent.
Un monument construit par Georges Jeanclos, a été érigé à l'initiative du maire Thierry Vinçon, avec l’aide de Monique Audry. Il est inauguré le 5 mai 2010 en présence de Georges Kiejman, « enfant caché dans le pays », Didier Cerf, délégué régional du comité français pour Yad Vashem, et Shlomo Morgan, ministre-conseiller à l’information près l’ambassade d’Israël en France.

### Après-guerre et fin de la prostitution
L'année 1946 est marquée par la fermeture de la maison close du Petit Moulin Rouge, rue du Cheval-Blanc dans le quartier du Cheval-Blanc, qui fut une plaque tournante de la prostitution dans le sud du Cher. L'ancien hôtel des Trois Perdrix, alors rue d'Austerlitz, était malgré son standing l'un des autres endroits de la ville fréquentés par les prostituées.

## Politique et administration

### Tendances politiques, maires de la commune et résultats électoraux

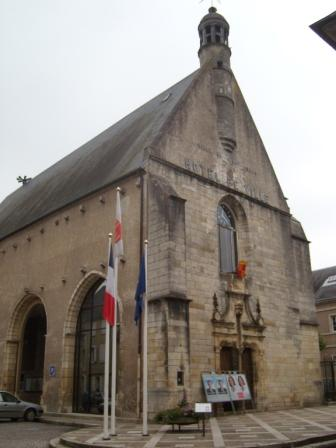
L'hôtel de ville.

La ville a majoritairement été menée par des personnalités de droite au cours des dernières décennies, dont Maurice Papon, Serge Vinçon et Thierry Vinçon.
En 1971, Maurice Papon devient maire de Saint-Amand-Montrond, fonction qu'il occupe jusqu'en 1983. Se proposant comme son successeur, Serge Vinçon devient alors l'édile de la ville de 1983 à 2007, année durant laquelle ses conditions de santé l'empêchent de se représenter.
Thierry Vinçon, frère cadet de Serge, conduit alors la politique de la ville jusqu'en 2020.
En 2020, Marie Blasquez et Emmanuel Riotte décident de se porter têtes de deux listes sans étiquette. C'est Emmanuel Riotte qui est élu au premier tour des élections municipales.
| Scrutin             | Scrutin             | 1er tour | 1er tour | 1er tour | 1er tour | 1er tour | 1er tour | 1er tour | 1er tour  | 1er tour | 1er tour | 1er tour | 1er tour | 2d tour | 2d tour | 2d tour | 2d tour | 2d tour | 2d tour |
| Scrutin             | Scrutin             | 1er      | 1er      | %        | 2e       | 2e       | %        | 3e       | 3e        | %        | 4e       | 4e       | %        | 1er     | 1er     | %       | 2e      | 2e      | %       |
| ------------------- | ------------------- | -------- | -------- | -------- | -------- | -------- | -------- | -------- | --------- | -------- | -------- | -------- | -------- | ------- | ------- | ------- | ------- | ------- | ------- |
| Présidentielle 2017 | Présidentielle 2017 |          | FN       | 22,91    |          | EM       | 22,79    |          | LR        | 20,91    |          | LFI      | 18,22    |         | EM      | 63,10   |         | FN      | 36,90   |
| Présidentielle 2022 | Présidentielle 2022 |          | LREM     | 28,46    |          | RN       | 28,20    |          | LFI       | 14,99    |          | REC      | 8,17     |         | LREM    | 52,54   |         | RN      | 47,46   |
| Législatives 2022   | 3e                  |          | HOR-Ens  | 37,33    |          | RN       | 23,53    |          | LFI-Nupes | 18,65    |          | LR       | 10,05    |         | HOR     | 60,36   |         | RN      | 39,64   |
| Législatives 2024   | 3e                  |          | RN       | 40,54    |          | HOR-Ens  | 36,38    |          | LFI-NFP   | 15,95    |          | LR       | 4,88     |         | HOR     | 55,17   |         | RN      | 44,83   |

### Jumelages

#### Villes jumelées
- Nottuln (Allemagne)
- Otwock (Pologne)
- Riobamba (Équateur)

#### Jumelage avec Riobamba
Saint-Amand-Montrond est à ce jour la seule ville française qui soit jumelée avec une homologue équatorienne.
L'histoire du jumelage avec Riobamba est liée à l'expédition de Jean Godin des Odonais en Équateur pour mesurer la taille de la Terre. Il y épouse Isabel Gramesón. En 1749, il apprend la mort de son père et décide de rentrer à Saint-Amand.
Sa femme et son enfant, accompagnés d'un équipage et d'un médecin, tentent de le rejoindre, mais tous périssent terrassés par la faim et la fatigue pendant le voyage, sauf Isabel qui parvient à retrouver son mari 21 ans plus tard. Jean et Isabel s'installent alors à Saint-Amand où ils vécurent jusqu'à leur mort en 1792.

### Politique environnementale

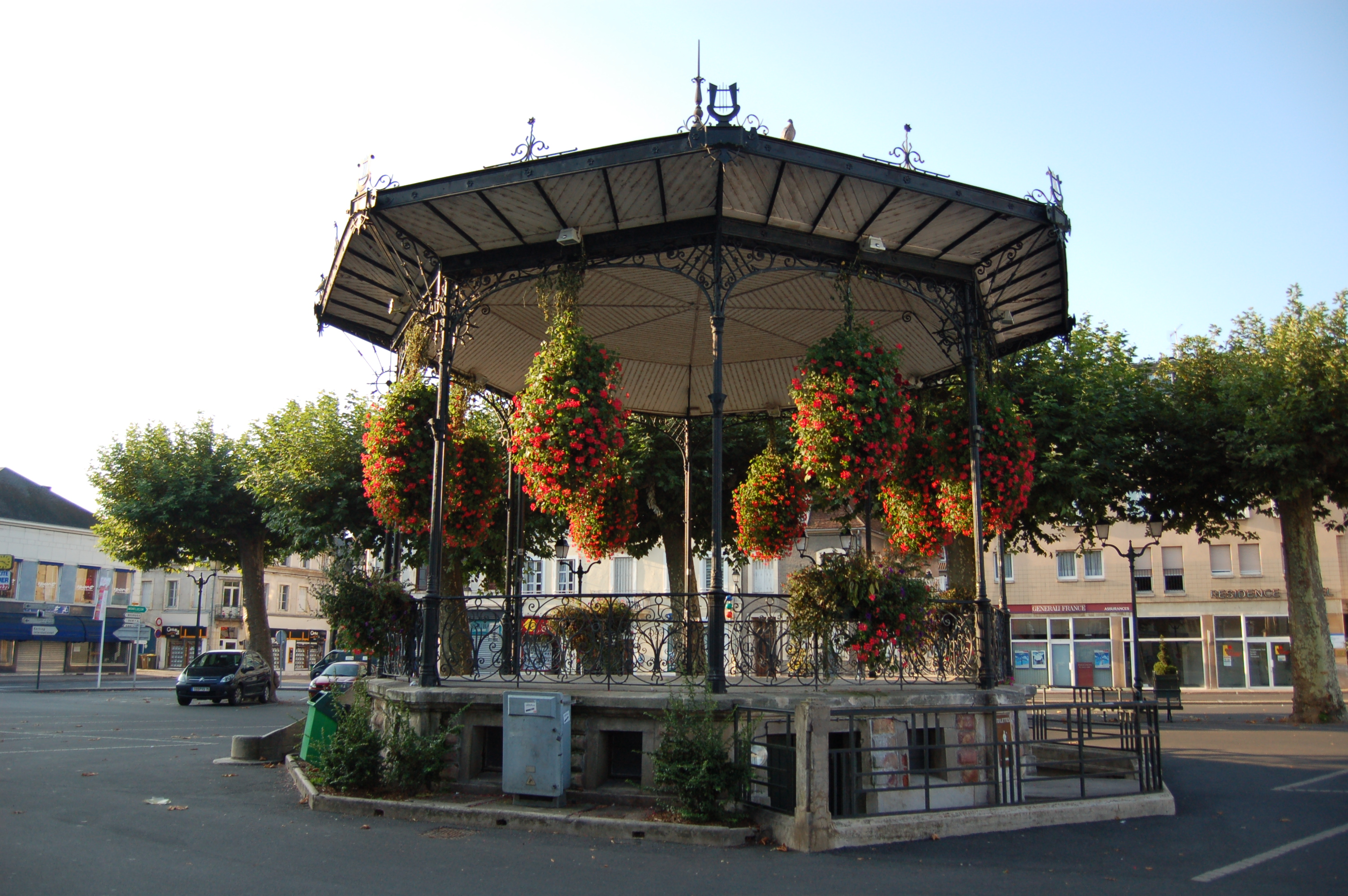
Le kiosque de la place de la République, dite place carrée, en fleurs.

La ville a longtemps figuré au palmarès du Concours des villes et villages fleuris,, mais ce n'est plus le cas en 2024.

## Population et société

### Démographie
L'évolution du nombre d'habitants est connue à travers les recensements de la population effectués dans la commune depuis 1793. Pour les communes de plus de 10 000 habitants les recensements ont lieu chaque année à la suite d'une enquête par sondage auprès d'un échantillon d'adresses représentant 8 % de leurs logements, contrairement aux autres communes qui ont un recensement réel tous les cinq ans,.

En 2022, la commune comptait 9 690 habitants, en évolution de −1,42 % par rapport à 2016 (Cher : −2,48 %, France hors Mayotte : +2,11 %).
| 1793  | 1800  | 1806  | 1821  | 1831  | 1836  | 1841  | 1846  | 1851  |
| ----- | ----- | ----- | ----- | ----- | ----- | ----- | ----- | ----- |
| 5 076 | 5 106 | 5 063 | 5 948 | 6 936 | 7 382 | 7 082 | 7 836 | 8 232 |

| 1856  | 1861  | 1866  | 1872  | 1876  | 1881  | 1886  | 1891  | 1896  |
| ----- | ----- | ----- | ----- | ----- | ----- | ----- | ----- | ----- |
| 8 126 | 8 607 | 8 757 | 8 220 | 8 499 | 8 815 | 8 476 | 8 673 | 8 475 |

| 1901  | 1906  | 1911  | 1921  | 1926  | 1931  | 1936  | 1946   | 1954   |
| ----- | ----- | ----- | ----- | ----- | ----- | ----- | ------ | ------ |
| 8 326 | 8 602 | 8 584 | 8 351 | 8 858 | 9 192 | 9 234 | 10 990 | 10 765 |

| 1962   | 1968   | 1975   | 1982   | 1990   | 1999   | 2006   | 2011   | 2016  |
| ------ | ------ | ------ | ------ | ------ | ------ | ------ | ------ | ----- |
| 10 890 | 11 495 | 12 278 | 12 451 | 11 937 | 11 447 | 11 642 | 10 646 | 9 830 |

| 2021  | 2022  | - | - | - | - | - | - | - |
| ----- | ----- | - | - | - | - | - | - | - |
| 9 459 | 9 690 | - | - | - | - | - | - | - |

### Enseignement

#### Écoles maternelles et élémentaires
Au niveau de l'enseignement primaire, la ville abrite l'école maternelle Mallard, les écoles maternelles et élémentaires des Buissonnets et du Vernet, ainsi que l'école élémentaire Marceau.

#### Collèges et lycées
L'enseignement secondaire est assuré par plusieurs établissements :
- le collège Jean-Moulin et le collège Jean-Valette[44]. L'actuel Collège Jean-Valette a été construit en 1990, après avoir déménagé depuis ses anciens locaux situés à proximité de l'Hôtel de Ville. Celui-ci peut se servir des installations sportives aux alentours comme le gymnase Baraton, le gymnase de l'Étoile ou encore le terrain de tennis. Au centre du bâtiment se trouve le CDI (centre d'information et de documentation). Aucune classe n'est rectangulaire et il y a de grandes baies vitrées. Le « Dépit du Poète », œuvre du sculpteur Jean Valette, est la statue située sur le parking devant le collège[45] ;
- les lycées professionnels Jean-Moulin et Jean-Guéhenno, et le lycée d'enseignement général Jean-Moulin[46].

La ville héberge en outre un institut médico-social (APEI de Saint-Amand-Montrond).

### Santé
La ville de Saint-Amand-Montrond possède un hôpital-clinique. Il propose une gamme variée de services médicaux et chirurgicaux, assurant des soins de proximité pour la population locale.

### Sports

#### Cyclisme
Saint-Amand-Montrond se présente comme une ville de cyclisme. Elle possède son propre vélodrome, dit Gesset, et a notamment été ville d'arrivée du Tour de France, en 2001, lors de la 18e étape depuis Montluçon. Il s'agissait d'un contre-la-montre individuel de 61 km. L'étape a été remportée par l'américain Lance Armstrong (Équipe cycliste Discovery Channel).
Elle fut aussi ville d'arrivée du Tour de France 2008, lors de la 20e étape depuis Cérilly. Il s'agissait d'un contre-la-montre individuel de 53 km. L'étape a été remportée par l'Allemand Stefan Schumacher (Gerolsteiner). Elle l'est de nouveau en 2013, lors de la 13e étape depuis Tours.
Elle est la ville de naissance du coureur Julian Alaphilippe, qui a été nommé en 2019 citoyen d'honneur de la ville.

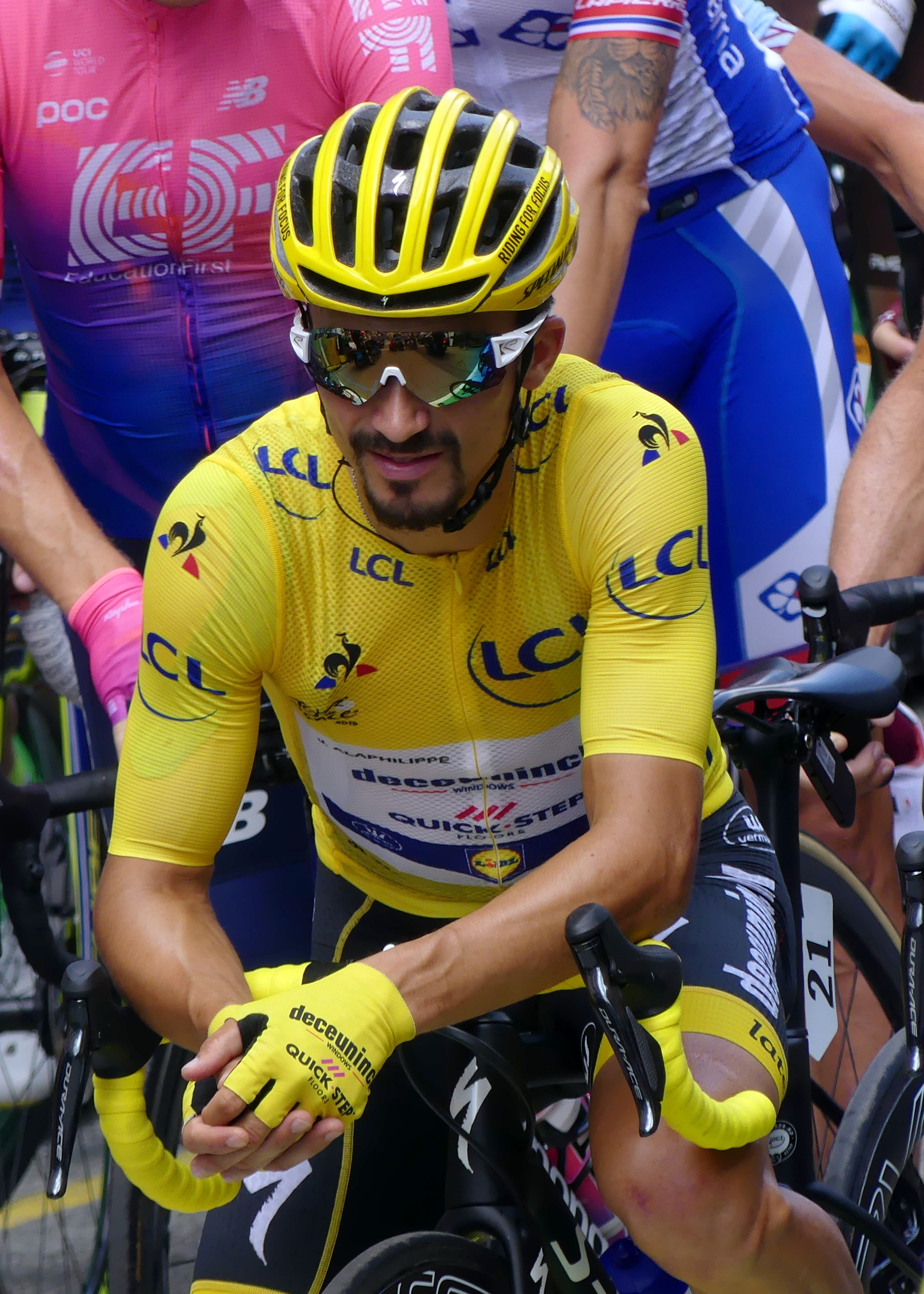
Le coureur cycliste Julian Alaphilippe, natif de Saint-Amand-Montrond.

Saint-Amand-Montrond est également à la base du Trophée d'Or féminin, course par étapes dont elle fut le départ et l'arrivée de 1997 à 2015.
Le 11 mars 2020, elle accueille aussi la 4e étape et contre-la-montre de Paris-Nice 2020, d'une longueur de 15,1 km.
Le 8 mars 2023, elle est ville-départ de la 4e étape de Paris-Nice 2023 qui arrive à la station de La Loge des Gardes, dans l'Allier.

#### Gymnastique
La ville héberge l'Étoile Saint Amandoise, avec en 2011, une équipe « Détente » teamgym championne de France. Cette équipe a changé de catégorie en 2013 et s'est placée vice-championne de France en catégorie passion, face à des équipes évoluant en international. L'équipe 2 teamgym elle aussi montée de catégorie et évoluant en « détente », est championne de France.

#### Triathlon
La ville possède un club de triathlon qui s’intitule TriSud18. Le club, anciennement Tri Dun 18, a été fondé en 1989 par le médecin Pierre Bonneau à Dun-sur-Auron, dans le Cher. Initialement centré sur le Triathlon des Ponts, le club s'est élargi en 2000 à Saint-Amand-Montrond, devenant Tri Saint Amand Dun 18 en 2005, et est désormais connu sous le nom de TriSud 18.

Le club se distingue par sa politique de formation des jeunes, encadrée par des entraîneurs qualifiés, ce qui lui a valu l'homologation "École de triathlon 2 étoiles" par la Fédération Française de Triathlon. Il a également atteint le haut niveau avec des équipes en première division nationale en triathlon et duathlon.

#### Autres sports
L'équipe de rugby se nomme le RCSAO (Rugby Club Saint-Amand Orval) ; ses couleurs sont le rouge et le bleu.
L'Association sportive saint-amandoise est l'équipe de football.

#### Liste des infrastructures sportives
Les différentes structures sportives à Saint-Amand-Montrond sont les suivantes :
- Centre aquatique de Balnéor
- Base nautique du lac de Virlay
- Complexe Sportif George Baraton
- Complexe Sportif de Tennis Jean de Conti
- Gymnase Pierre Olivier
- Gymnase de l’Étoile
- Stade et Vélodrome Alphonse Gesset
- Stade du Pré des Joncs (football)
- Stade Jean Marie Durand (rugby)

### Médias

#### Presse écrite
La commune est notamment alimentée par le quotidien régional Le Berry républicain, l'hebdomadaire L'écho du Berry et le magazine trimestriel La Bouinotte.
La Nouvelle République a cessé d'y paraître en 2009.

#### Radio
La radio Berry FM émet sur la fréquence 91.3, et traite en partie de l'actualité locale.

## Économie

### Entreprises et commerces
- Imprimeries : Bussière (groupe CPI) et Clerc[51] ;
- Orfèvrerie, bijouterie.

## Culture locale et patrimoine

### Lieux et monuments
- Les ruines du château de Montrond, ancienne plus grande forteresse de France (XVIIe siècle), successivement propriété des d'Albret, Culan, Sully, princes de Condé[52].
- Le canal de Berry.
- La Cité de l'Or, en forme de pyramide, création du Pôle de l'Or par Françoise Mahiou pour Serge Vinçon, sénateur-maire.
- La salle des Carmes, dans l'église de l'ancien couvent des pères Carmes (XVe siècle), actuelle mairie.
- Le Mirage III B2, no 243, offert en 1993, Serge Vinçon étant maire de la ville ; il fut installé sur un rond-point de la commune en 2000.
- L'église paroissiale Saint-Amand, dédiée à saint Amand, édifice roman du XIIe siècle abritant des vitraux de Max Ingrand[53].
- L'église de l'ancien couvent des Capucins datant des années 1630/1660 consacrée à saint Roch, attenante à l'hôpital actuel.
- Le musée Saint-Vic, installé dans une demeure du XVIe siècle, et son jardin public : collections locales, de −100 000 à nos jours. Arbre aux sabots (création de Louis Touzet, bois, 1re moitié du XXe siècle), descente de Croix, Charles II d'Amboise (huile sur bois par Bernardino de Conti, XVIe siècle), buste du Grand Condé, tête d'enfant (sculpture provenant du site antique de Drevant).
- Le marché couvert ou halle (milieu du XIXe siècle).
- Le centre ville ancien. Nombreux hôtels particuliers XVIIe – XVIIIe siècle.
- L'esplanade des Justes, inaugurée le mercredi 5 mai 2010.
- La tour Malakoff, érigée par le général-marquis de Rochechouart-Mortemart en l'honneur des troupes victorieuses de Napoléon III durant la campagne de Crimée. Elle porte la mention « Gloire immortelle à l'Armée d'Orient - 8 septembre 1855 ».
- Le château de La Férolle, milieu XIXe.
- L'hôtel de la Caisse d'épargne, daté de 1892.

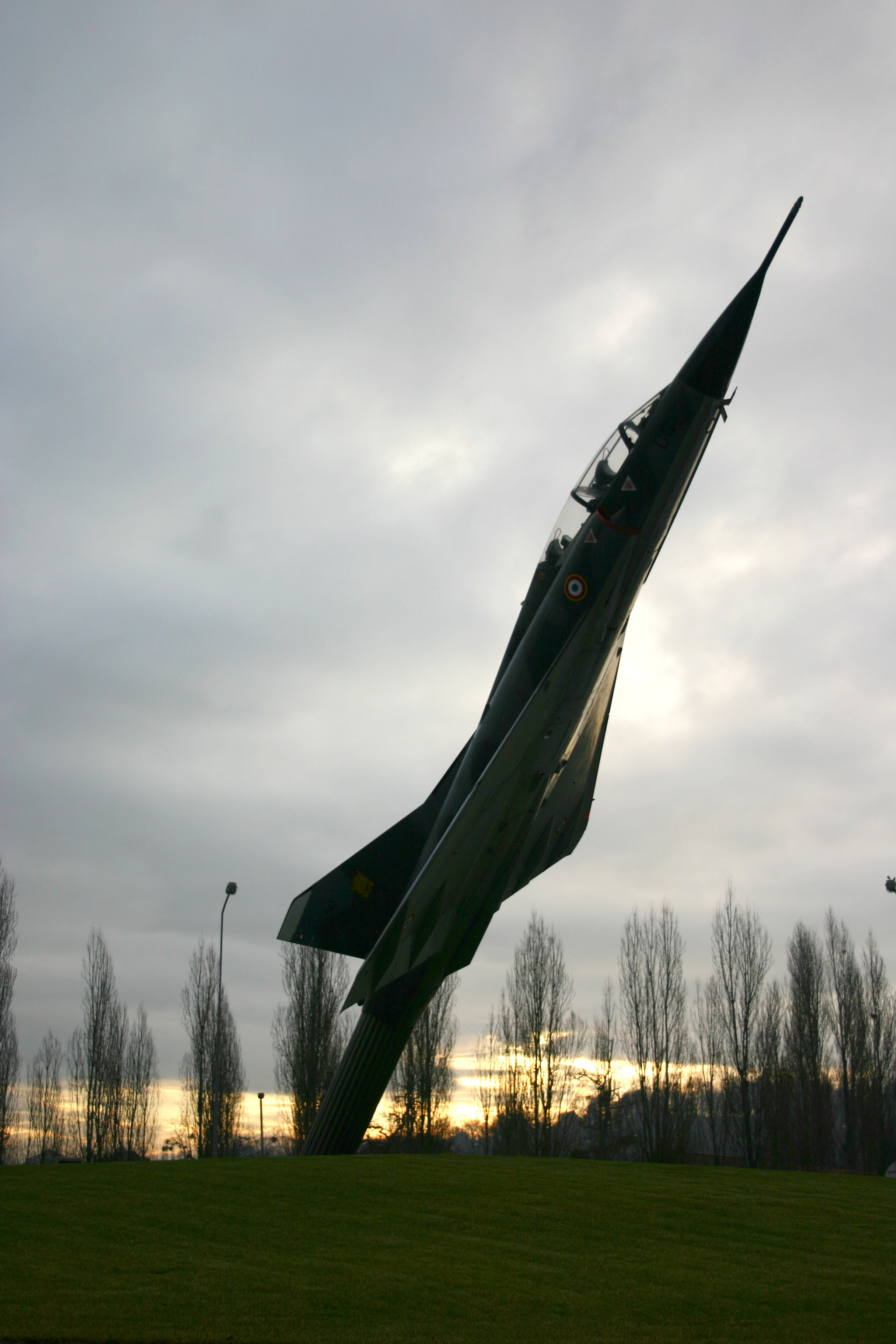
Mirage III sur un rond-point de Saint-Amand-Montrond.
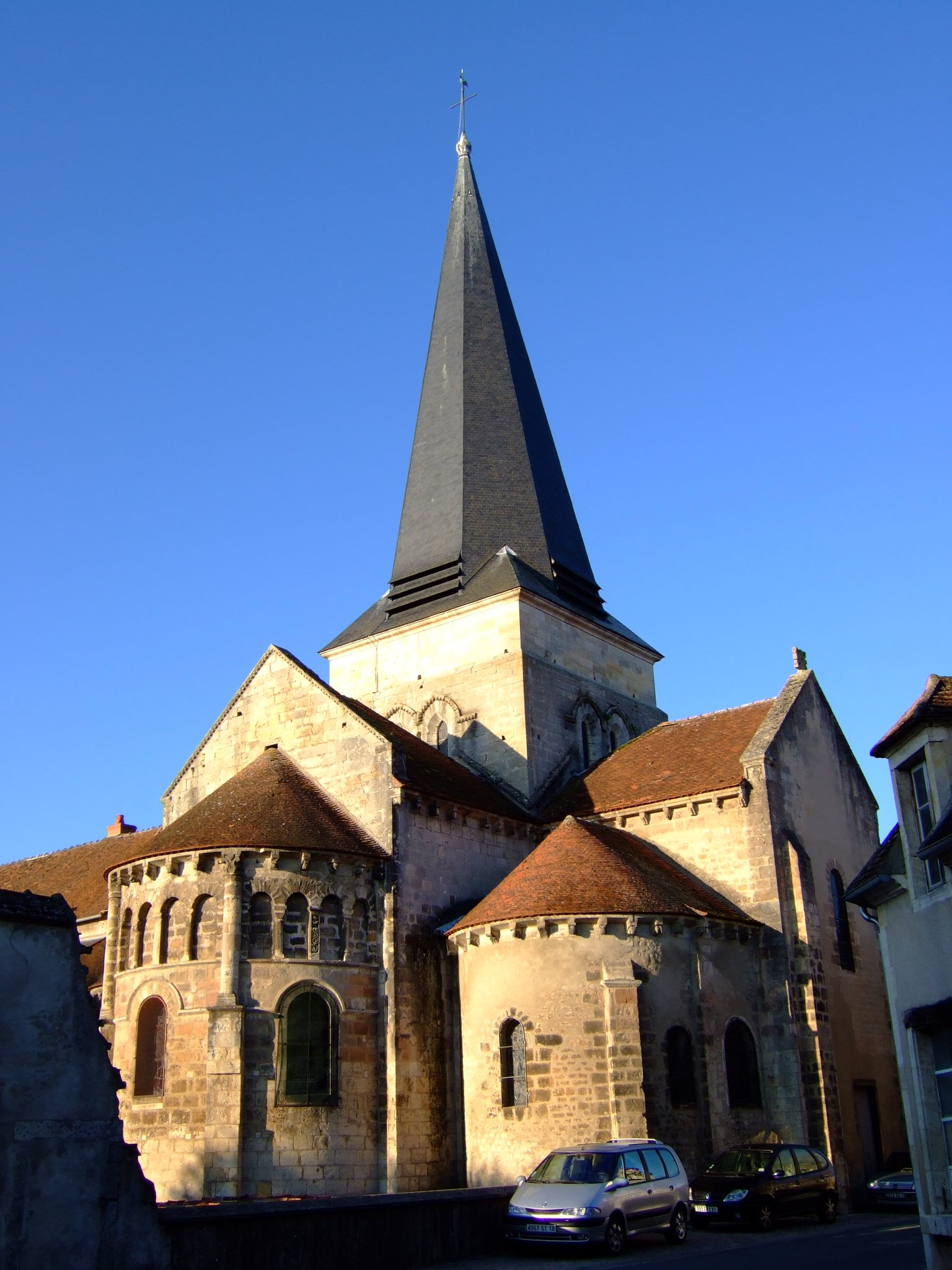
L'église Saint-Amand, consacrée à saint Amand évêque de Maastricht - Cloches de l’église appelant à la messe :
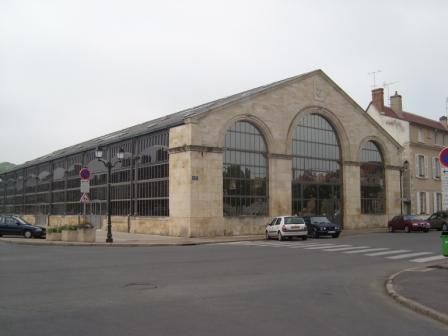
Les halles
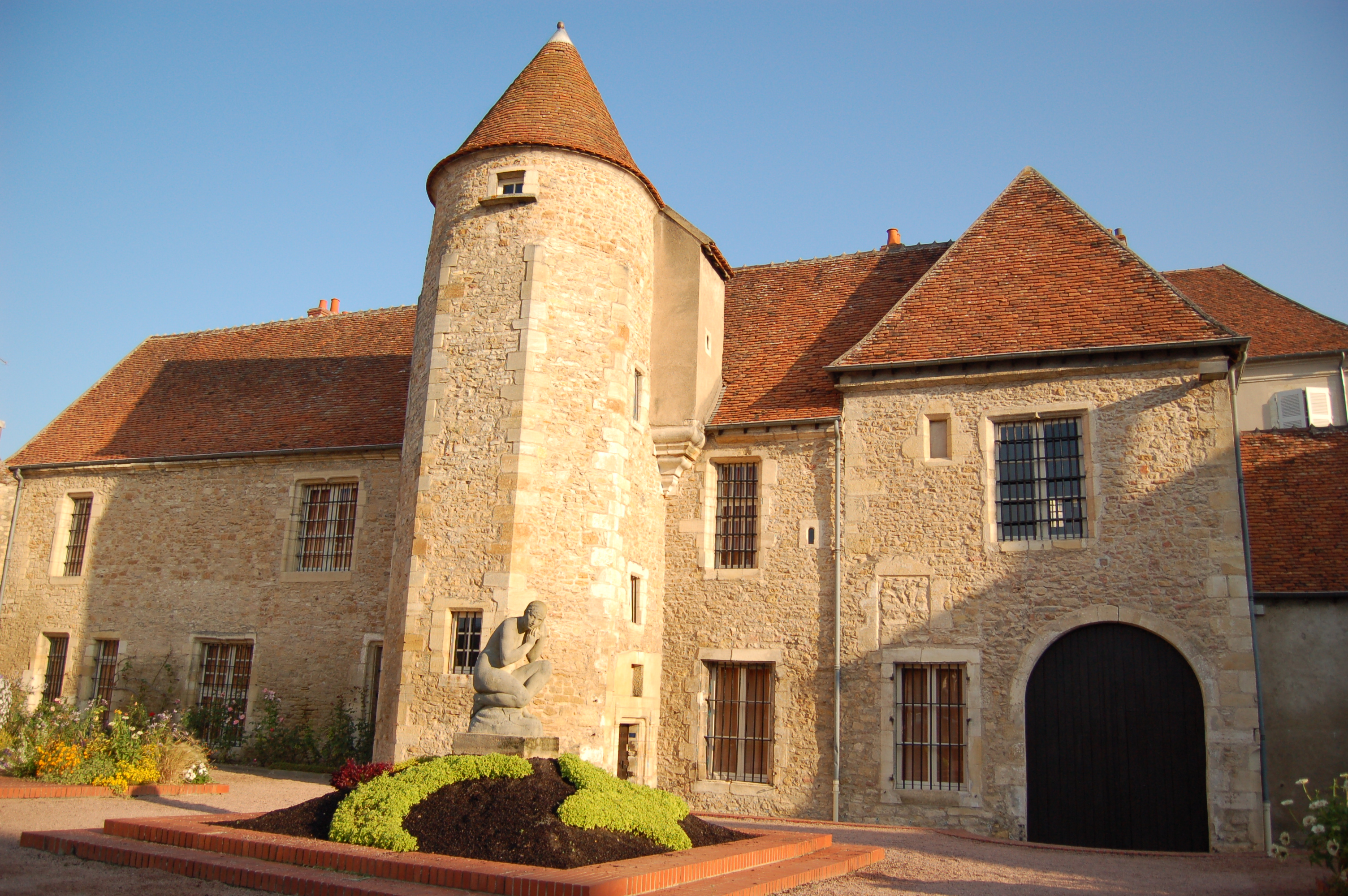
Le musée Saint-Vic.
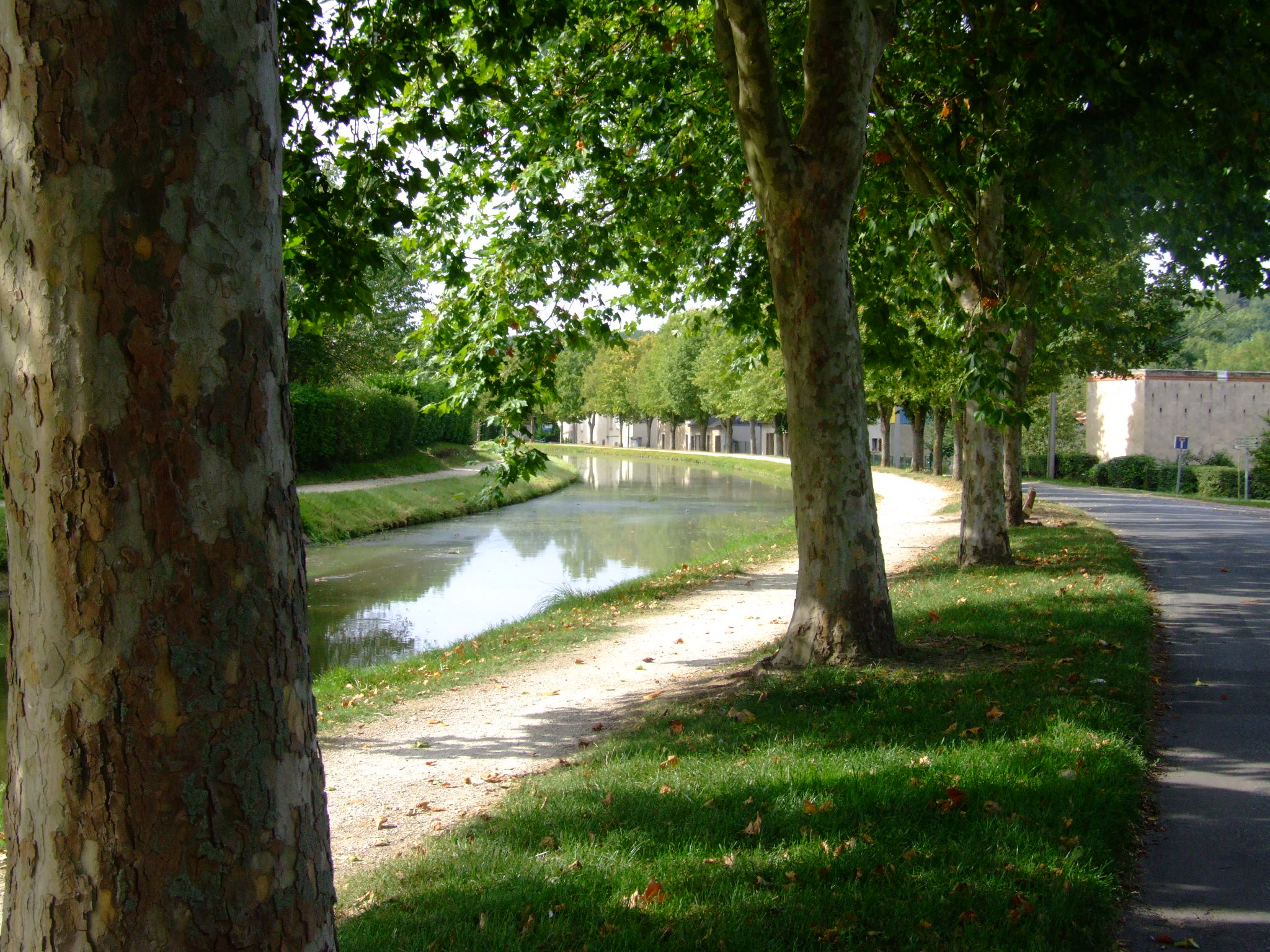
Le canal de Berry.
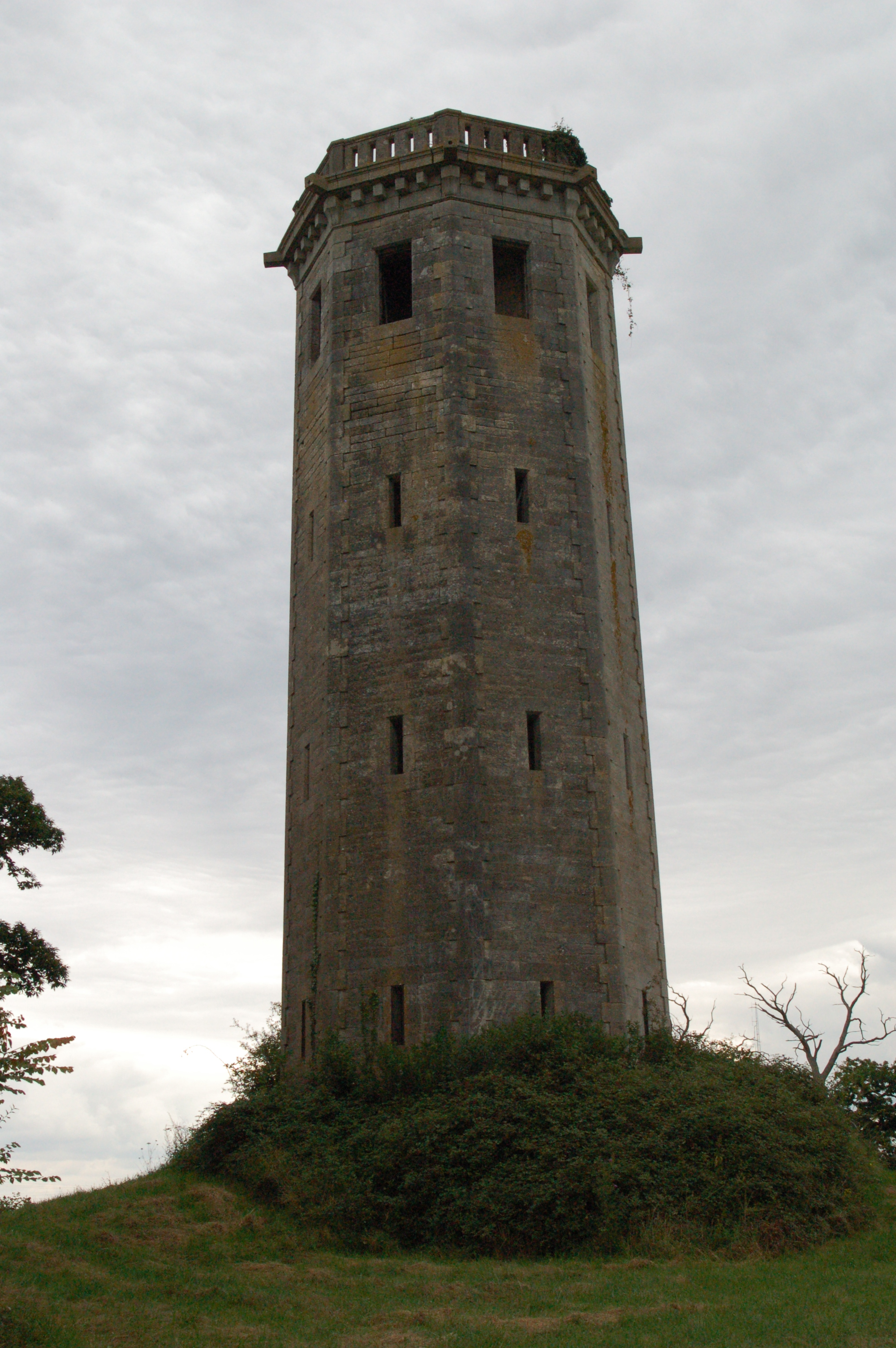
Tour Malakoff, érigée en 1855 en l'honneur des troupes victorieuses de Napoléon III durant la campagne de Crimée.
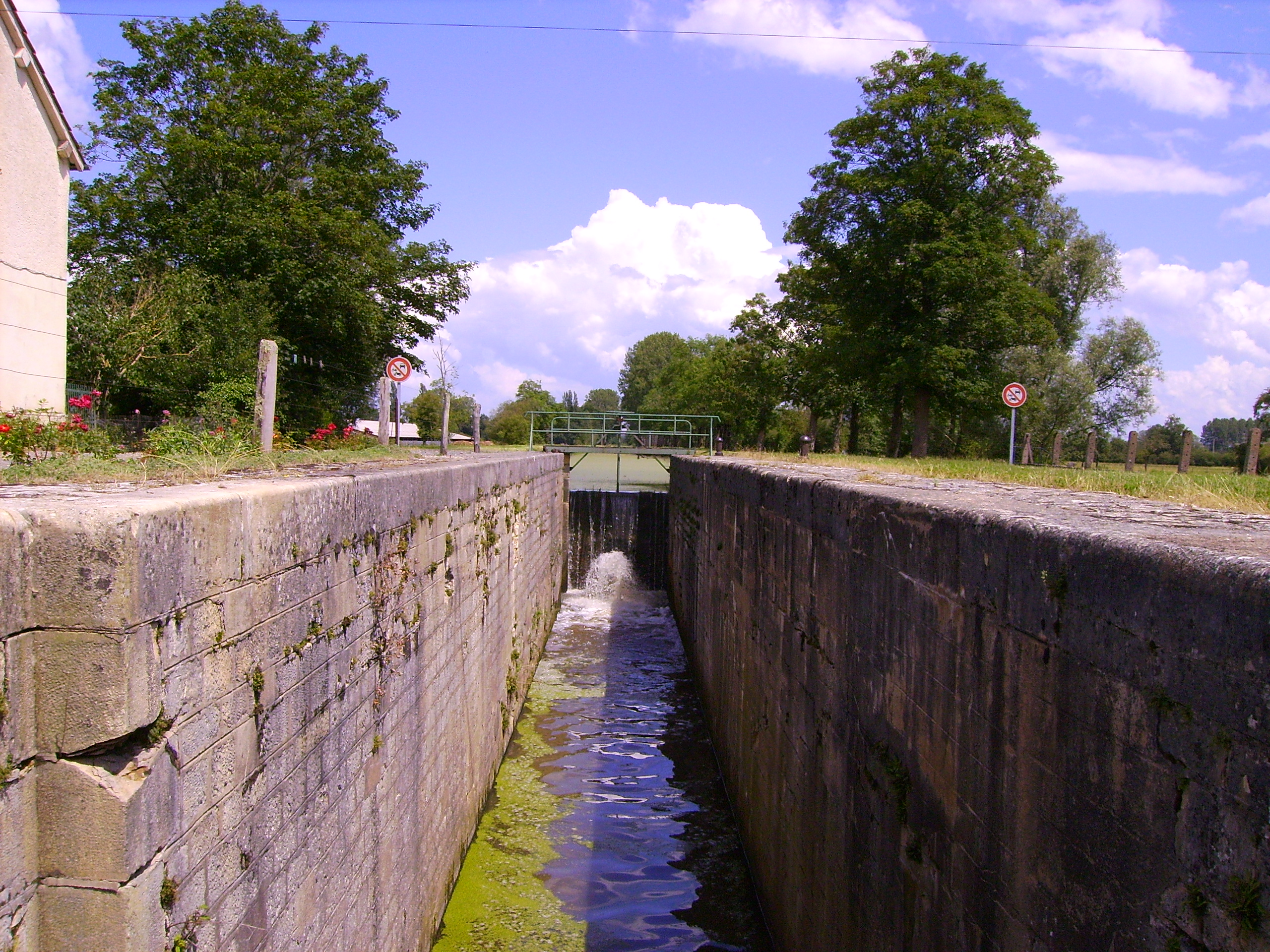
Écluse de Clairins.
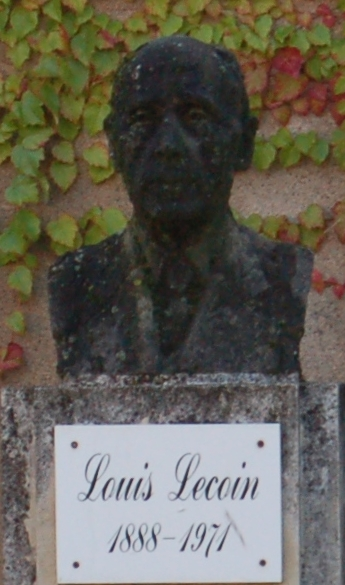
Buste de Louis Lecoin

### Bâtiments culturels
Le musée Saint-Vic et la bibliothèque municipale Isabel-Godin forment à eux deux un ensemble mettant en valeur l'histoire et la culture régionales.
Le théâtre de la Carrosserie-Mesnier, non loin de là, offre un programme culturel à un public de proximité.
En ce qui concerne le 7e art, le cinéma Le Moderne dispose de deux salles de projection.

### Arts
Saint-Amand-Montrond est historiquement une ville de bijouterie et d'orfèvrerie.
L'école municipale d'art Théogène-Chavaillon dispense des cours de dessin, peinture, reliure, calligraphie, sculpture, céramique et autres techniques d'arts plastiques.
En 2023, le musée du Louvre récupère La chasse au cerf sur l’île de Java, une toile de Raden Saleh que le musée a prêté à la mairie en 1912. De façon inattendue, le décrochage du tableau fait apparaitre un plan de la ville marouflé sur le mur et portant la date de 1935,.

### Musique
La ville possède l'école de musique municipale Jean-Ferragut, ainsi qu'une harmonie, fondée en 1920 et nommée Union Musicale.

### Festivités

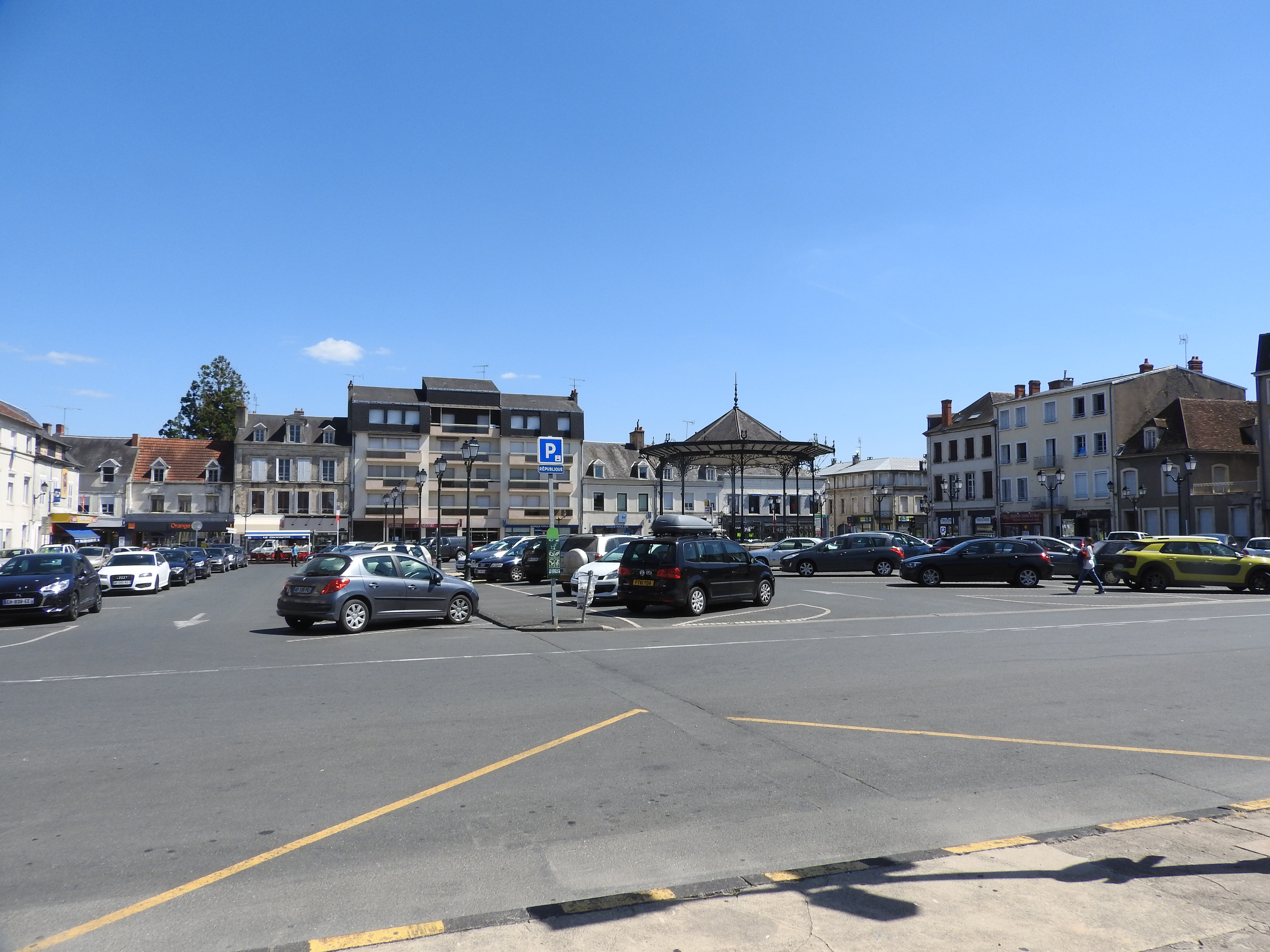
La place de la République, dite place carrée, où de nombreux forains s'installent durant les Foires d'Orval.

Les Foires d’Orval, créées en 1431, se déroulent chaque année à l’automne. Elles débutent un mercredi en commençant par la course de cyclisme, dont la première édition a eu lieu en 1946. Les foires d’Orval comportent de nombreux manèges : 120 à 130 attractions comme la chenille, le musée hanté, le train fantôme, le Discovery. Il y a aussi des défilés (le défilé des attelages, le défilé des orchestres), et la grande braderie. Des concerts sont organisés à la Cité de l’Or. Le dernier dimanche une brocante vient clore les foires.
Le festival de la magie a lieu tous les ans depuis 2012. Il se déroule à la Cité de l'or en automne. Les après-midis, il y a des ateliers pour les enfants : sculptures de ballons, ateliers de magie... Pendant ce festival, de nombreux artistes renommés viennent se présenter.
Les Affouages, festival d'arts et de traditions populaires créé en 1985 à Saint-Amand-Montrond. Les Affouages reçoivent en alternance des groupes de danses folkloriques français ou étrangers. On compte déjà plus de 6 000 participants en 2017.

### Personnalités liées à la commune

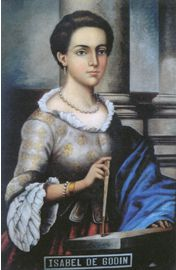
Isabel Godin, aventurière malgré elle.

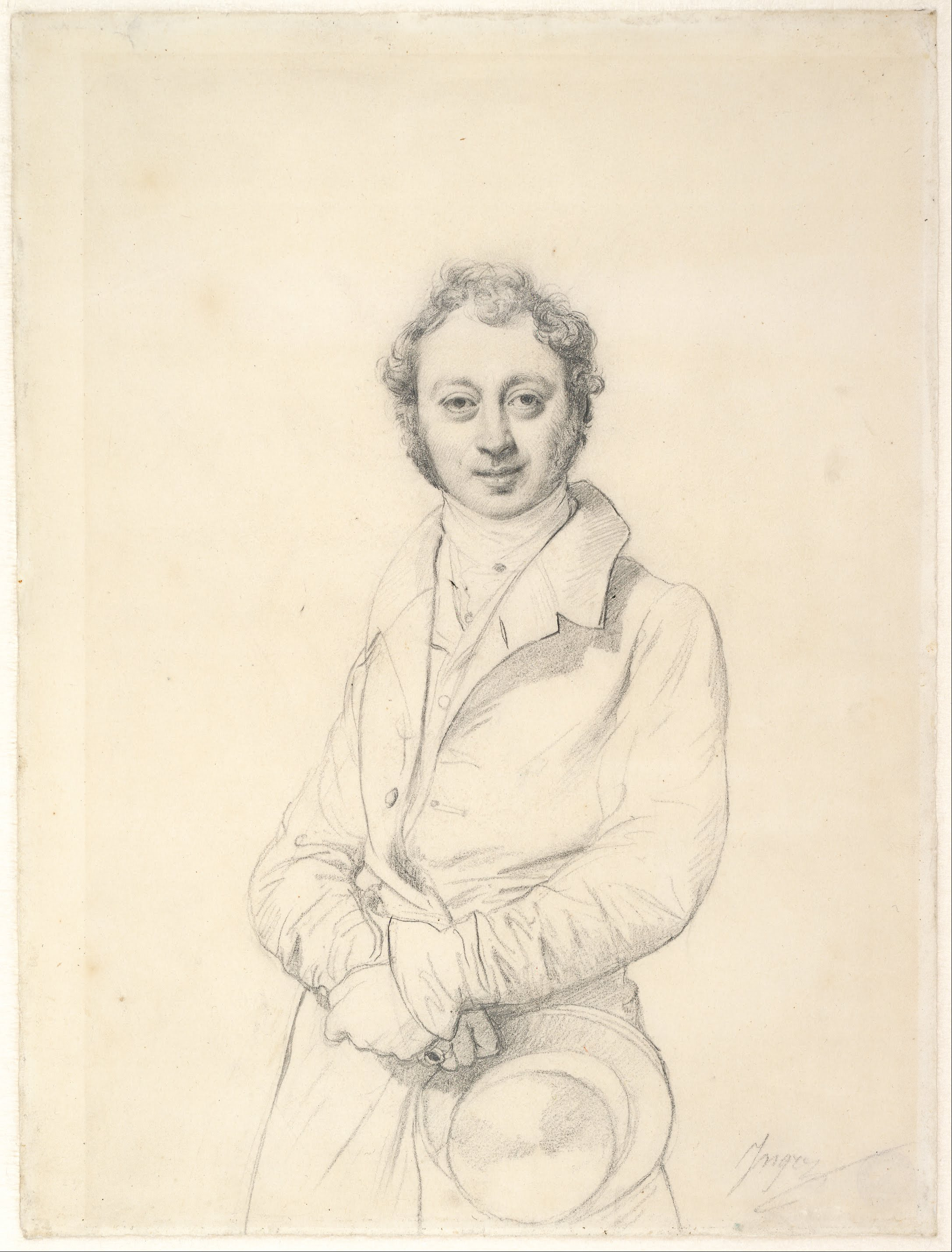
L'archéologue Raoul-Rochette.

#### XVIIIesiècle
- Jean Godin des Odonais (1713-1792), né à Saint-Amand-Montrond, explorateur.
- Isabel Godin des Odonais, née Isabel Grameson, (1728-1792), son épouse.
- Jean Aury (1745-1821), homme politique né à Saint-Amand-Montrond, député du clergé aux États généraux de 1789.
- Louis-Antoine Fouquet (1756-1812), homme politique né et décédé à Saint-Amand-Montrond, député du Cher de 1791 à 1792.
- Désiré-Raoul Rochette, dit Raoul-Rochette (1789-1854), né à Saint-Amand-Montrond, archéologue, membre de l'Institut.
- Antoine-Eugène Gaulmier (1795-1829), né à Saint-Amand-Montrond, poète

#### XIXesiècle
- Louis Pierre Adrien Bonnet[61] (1803-1849), homme politique né à Saint-Amand-Montrond, préfet de l'Ain, de l'Indre et de la Manche.
- Eugène Rollet (1814-1897), né et décédé à Saint-Amand-Montrond, homme politique, député du Cher de 1876 à 1881.
- Dunan Mousseux (1825-1868), né à Saint-Amand-Montrond, auteur dramatique, journaliste et chansonnier.
- Jean Girault (1825-1909), né à Saint-Amand-Montrond, homme politique, député puis sénateur.
- Émile Bonnelat (1845-1933), né et mort à Saint-Amand-Montrond, maire de Saint-Amand et sénateur du Cher.
- Léon Delachaux (1850-1919), mort à Saint-Amand-Montrond, peintre naturaliste d'origine franco-suisse.
- Jean-Baptiste Lemire (1867-1945), compositeur et chef d'orchestre français.
- Maria Boursin, pseudonyme Marthe de Meligny (1869-1942), née à Saint Amand Montrond muse et épouse de Pierre Bonnard, peintre.
- Émile Dumas (1873-1932), homme politique, maire de Saint-Amand-Montrond, député du Cher de 1910 à 1919.
- Suzanne Bizard (1873-1963), née à Saint-Amand-Montrond, sculptrice et sociétaire du Salon des artistes français.
- Yvonne Maëlec (1881-1971), née à Saint-Amand-Montrond, chanteuse lyrique et actrice de théâtre et de cinéma.
- Amédée Ponceau (1884-1948), né à Saint-Amand-Montrond, philosophe.
- Louis Lecoin (1888-1971), né à Saint-Amand-Montrond, militant pacifiste et libertaire.
- Jean-Joseph-Léonce Villepelet (né le 12 septembre 1892 à Saint-Amand-Montrond et mort le 23 janvier 1982), est un prélat français, évêque de Nantes de 1936 à 1966.
- Robert Lazurick (1896-1968), avocat, député-maire SFIO de Saint-Amand-Montrond, embarqué sur le Massilia en 1940, révoqué en 1942, puis créateur et directeur du journal L'Aurore.

#### XXesiècle
- Henri Mazerat (1903-1986), évêque de Fréjus puis d'Angers, né à Saint-Amand-Montrond.
- Paul Mousset (1907-1981), écrivain et journaliste, né à Saint-Amand-Montrond.
- Maurice Papon (1910-2007), ancien député-maire de Saint-Amand-Montrond (1971-1983), condamné en 1998 pour complicité de crime contre l'humanité.
- Michel Blanc-Dumont (1948-), dessinateur de bande dessinée "Cartland", "Colby", "La jeunesse de Blueberry".
- Serge Vinçon (1949-2007), professeur de collège, maire de Saint-Amand-Montrond (1983-2007), président du Conseil général du Cher (1998-2001), sénateur (1989-2007), vice-président du sénat (2001-2004), président de la commission de la défense et des affaires étrangères du sénat (2004-2007).
- Agnès Blanchot (1965-), comédienne.
- Allan Théo (1972-), auteur-compositeur-interprète.
- Nicolas Raffault (1979-), joueur de rugby à XV.
- Jeanne Bournaud (1981-), comédienne.
- Toctoc (1991-), street artiste.
- Julian Alaphilippe (1992-), coureur cycliste.

### Héraldique
| Blason de Saint-Amand-Montrond | Les armes de Saint-Amand-Montrond se blasonnent ainsi : Écartelé d'or aux trois fasces de gueules et de gueules plain. Par ailleurs, Malte-Brun donne : De sinople à l'épée en pal d'argent, la pointe en l'air, la poignée en or, accostée de fleurs de lis de même. En fait, jusqu'en 1945, la ville a porté par erreur le blason de Saint-Amand-les-Eaux. |

### Plans et vues satellites
- (fr) 46° 43′ 25″ N, 2° 30′ 20″ E - Plans et vues satellites de la ville de Saint-Amand-Montrond.